# Огнев, Иван Флорович
Иван Флорович Огнев (1855—1928) — русский гистолог, доктор медицины (1884), профессор Московского университета.

## Биография
Родился в дворянской семье, сын известного московского врача с большой частной практикой, по материнской линии происходившего из казачьего рода Полетика. Мать происходила из обрусевшей французской семьи. Брат — Дмитрий Флорович Огнев — российский юрист, сенатор, церковно-общественный деятель.
В 1865 году он был отдан в Петропавловскую немецкую школу; в августе 1867 года переведён в 4-ю московскую гимназию, где в 1874 году получил аттестат зрелости. В 1879 году окончил со степенью лекаря с отличием и званием уездного врача курс медицинского факультета Московского университета. Был оставлен при университете для приготовления к званию профессора по кафедре гистологии и эмбриологии; специализировался по гистологии у А. И. Бабухина. В 1884 году, после защиты диссертации «Гистологическое развитие ретины», он получил степень доктора медицины и в мае того же года стал доцентом Московского университета; с декабря 1884 года — прозектор; в июне 1891 года, после смерти своего учителя А. И. Бабухина был утверждён экстраординарным профессором кафедры гистологии и эмбриологии медицинского факультета Московского университета. В течение многих лет (с перерывом) был ординарным профессором кафедры (1898—1911, 1917—1924) — покинул Московский университет в 1911 году в связи с делом Кассо и преподавал на Высших женских курсах Герье. Заслуженный профессор Московского университета с мая 1909 года. Читал в университете курсы «Гистология» и «Строение центральной нервной системы».
С осени 1919 года жил главным образом в Сергиевом Посаде, поскольку квартира в Москве была без отопления. Жена, Софья Ивановна Киреевская, была дальней родственницей славянофилов Киреевских. Их сыновья:
- Александр Иванович Огнев (1884—1925) — философ-спиритуалист и интуитивист, ученик Л. М. Лопатина.
- Сергей Иванович Огнев (1886—1951) — зоолог, териолог, профессор МГУ, заслуженный деятель науки РСФСР.
- Владимир Иванович Огнев (1894-неизвестно) - офицер

Семья Огневых дружила домами с семьёй российского философа Павла Флоренского.
И. Ф. Огнев был действительным членом НИИ зоологии при физико-математическом факультете (1922—1928).
Область научных интересов: гистология, вопросы строения и развития глаза. С 1899 года работал над созданием учебника по гистологии — первого оригинального отечественного руководства.
Похоронен на Пятницком кладбище.

## Личная библиотека
312 книг по медицине из личной библиотеки профессора хранятся в Отделе редких книг и рукописей Научной библиотеки МГУ имени М. В. Ломоносова.